# Panè
Panè (en llatí: Panaenus, en grec antic: Πάναινος) fou un destacat pintor atenenc que va florir segons Plini el Vell a l'olimpíada 83, equivalent al 448 aC. Era nebot de Fídies al que va ajudar a decorar el temple de Zeus a Olímpia.
Panè hauria ajudat Fídies a decorar l'estàtua de Zeus, especialment donant color als vestits, i diverses pintures a la rodalia de l'estàtua. Pausànias parla de les pintures de Panè en aquesta zona i diu que eren:
- Atles aguantant la terra i Hèrcules preparat per substituir-lo.
- Teseu i Pirítous.
- Hel·lè i Salamina.
- La lluita d'Hèracles amb el lleó de Nemea.
- Àiax insultant a Cassandra.
- Hipodamia filla d'Enòmau, amb la seva mare.
- Prometeu encara encadenat amb Hèracles disposat a alliberar-lo.
- Pentesilea a punt de morir sostinguda per Hèracles.
- Dos Hespèrides amb les pomes que tenien l'encàrrec de guardar.

També va pintar a la Stoà Poikile d'Atenes una batalla de Marató, amb una notable millora dels colors, segons Pausànies. Plini també diu que va dibuixar a alguns generals com Milcíades (segurament el Jove), Cal·límac i Cinègir (atenencs) i Datis i Artafernes (perses).
Plini també diu que Panè va pintar una part del temple d'Atena a Elis amb una barreja de llet i safrà, i també que va pintar l'escut de la deessa, escultura feta per Colotes de Paros, que es trobava al mateix temple.
Va participar en un concurs de pintura establert per primera vegada als jocs pítics, a Corint i a Delfos, i es va enfrontar a Timàgores de Calcis, que va obtenir el premi.